# Pierre Noblet du Vilo
Pour les articles homonymes, voir Pierre Noblet.
Pierre Noblet du Vilo (né à Nantes, mort 16 juin 1695 dans la même ville), écuyer, sieur du Vilo, de l'Epau et des Chaffaux, avocat général à la chambre des comptes de Bretagne à partir de 1660, fut le 69e maire de Nantes de juin 1690 à septembre 1692. 

## Biographie
Il est le fils de François Noblet, sieur de Lespau, receveur général du taillon en Bretagne, receveur des décimes, échevin de Nantes de 1626 à 1629, et de Renée Frubert. Roturier, Pierre Noblet n'a pas pu profiter de l'anoblissement qu'offre la fonction de maire car il n'est pas resté plus de 3 ans à la mairie, durée nécessaire depuis 1669. Toutefois, il est appelé écuyer, sûrement en raison de sa charge d'avocat général à la Chambre des comptes.
Marié avec Marie Thérèse Cassard (sœur de Paul Cassard), il a deux filles toutes deux mariées à des officiers des comptes. 
Il meurt le 16 juin 1695 à son domicile situé dans l'actuelle rue des Carmélites à Nantes. Le lendemain la messe d'enterrement a lieu dans l'église Saint-Denis, actuellement détruite, située rue Saint-Denis. Il est inhumé dans l'église des Carmélites, dans la même rue que son domicile.